# 行け!行け!!ドラゴンズ
『行け!行け!!ドラゴンズ』（いけ いけ ドラゴンズ）は、1994年4月3日から1997年3月30日まで中京テレビで放送されていた中日ドラゴンズの情報番組である。略称は「行けドラ」。放送時間は毎週日曜 17:00 - 17:15 （日本標準時）。

## 概要
『週刊ドラドラ生放送』から数えて7代目のドラゴンズ応援番組で、6代目の『熱血!ドラゴンズ宣言』が1993年9月末に打ち切られて以来半年ぶりに放送された後継番組である。この番組のスタートによって、中京テレビのドラゴンズ応援番組は『ドラゴンズ・ノート』の終了以来7年ぶりに日曜夕方枠へ戻ることになった。当時は10.8決戦、高木守道の監督辞任と星野仙一の監督復帰、（一軍本拠地としての）ナゴヤ球場への別れとナゴヤドームの完成などがあり、ドラゴンズにとっても激動の時期であった。
司会には『スポーツまるごと!ドラドラ天国』での起用以来1年ぶりの復帰となるきくち教児を、解説には『ドラゴンズ宣言』から引き続き三沢淳を起用していた。しかし、三沢は1996年に第41回衆議院議員総選挙への出馬表明をしたため、公職選挙法に基づいて番組を降板。その後任として、前年までドラゴンズのコーチを務めていた高橋三千丈を起用することになった。この番組の正式なタイトルは、当初は『きくち・三沢の行け!行け!!ドラゴンズ』だったが、三沢の降板・高橋の起用を機に『教児・三千丈の行け!行け!!ドラゴンズ』と改題された。
1996年4月7日からは、2年ぶりに日曜夕方枠へ復帰した『Viva!グランパス』（旧・Viva!サッカー）とともに、名古屋のプロ野球チーム・プロサッカークラブ双方を特集する30分の情報番組枠『中京テレビ スポーツタイム』を形成。そして1997年3月にナゴヤドームが完成するのを見届けた後、番組は『Viva!グランパス』と正式に統合されて『SPORTS STADIUM』となった。

## 出演者

### 司会
- きくち教児 - 『SPORTS STADIUM』にも引き続き出演。

### 解説
- 三沢淳 - 選挙出馬表明のため、1996年3月に降板。
- 高橋三千丈 - 三沢に替わって1996年4月からレギュラー入り。『SPORTS STADIUM』にも引き続き出演。